# Kedungmalang (Kedung)
Kedungmalang is een bestuurslaag in het regentschap Japara van de provincie Midden-Java, Indonesië. Kedungmalang telt 4495 inwoners (volkstelling 2010).